# Youth - La giovinezza
Youth - La giovinezza (Youth) è un film del 2015 scritto e diretto da Paolo Sorrentino.
Tra gli interpreti principali del film figurano Michael Caine, Rachel Weisz, Harvey Keitel, Paul Dano e Jane Fonda ed è il secondo film di Sorrentino girato in lingua inglese dopo This Must Be the Place.
La pellicola, che è stata dedicata al regista Francesco Rosi (1922–2015), è stata presentata in concorso al Festival di Cannes 2015.

## Trama

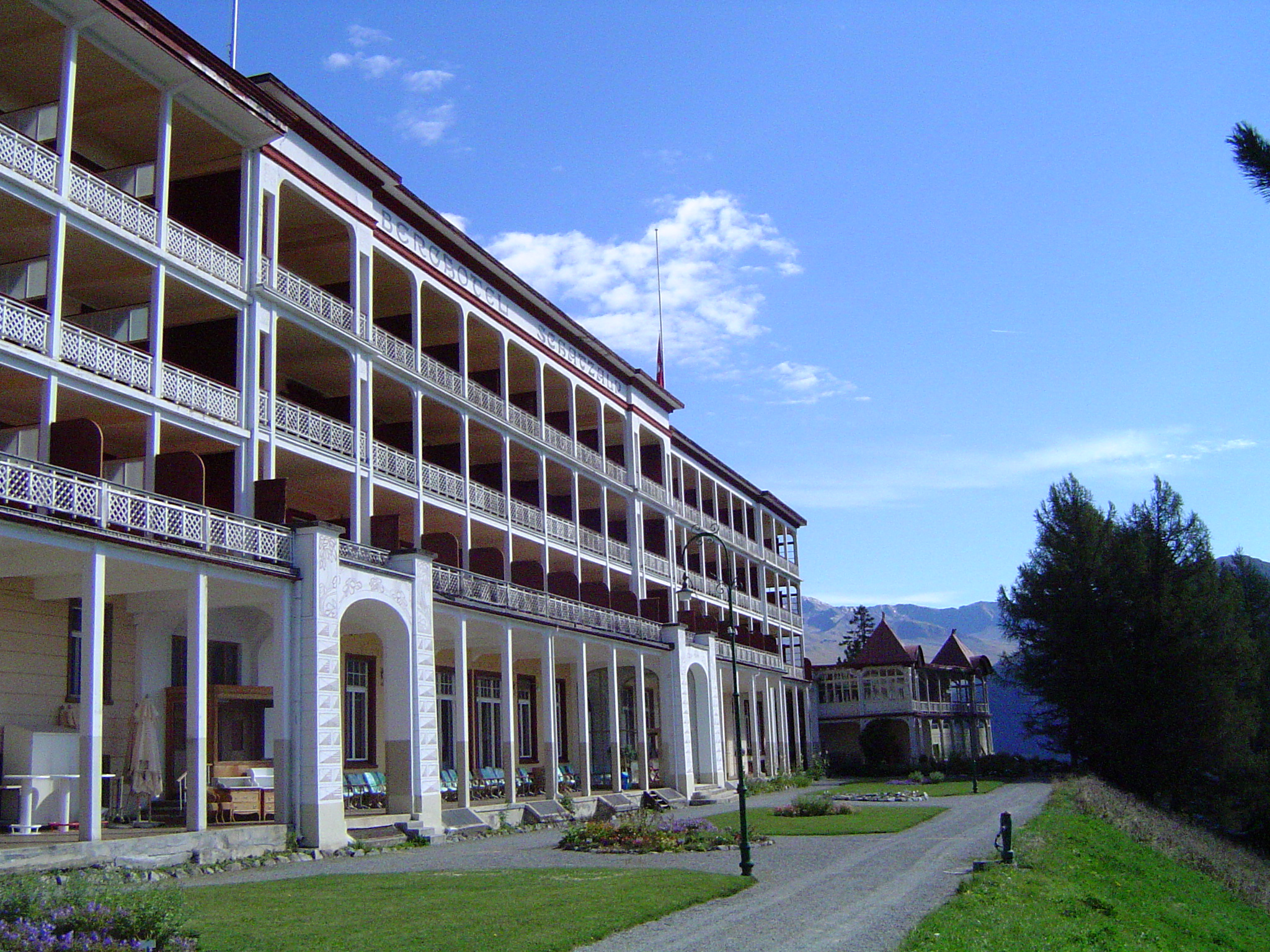
L'hotel Schatzalp a Davos

Fred Ballinger, anziano compositore e direttore d'orchestra, si trova in vacanza sulle Alpi svizzere con la figlia Lena e l'amico Mick Boyle, vecchio regista ancora in attività. I due amici si trovano a pensare insieme al futuro, osservando con curiosità le vite dei propri figli e degli ospiti dell'albergo in cui risiedono. Mick trova delle difficoltà nel portare a termine il suo ultimo film, mentre Fred si è ritirato dalle scene ormai da molti anni. Ma c'è ancora qualcuno che vuole ascoltare le sue sinfonie: arriva infatti da Londra un emissario della regina Elisabetta, la quale lo invita a dirigere un concerto delle sue note "Canzoni Semplici" a Buckingham Palace in occasione del compleanno del principe Filippo, in cambio della nomina a baronetto. Fred rifiuta secco l'offerta, inizialmente senza spiegare il motivo. La figlia Lena rinfaccia al padre di avere ormai dimenticato la moglie e di non averla mai davvero amata, nonostante tutti i sacrifici che questa aveva sopportato per aiutarlo nella sua carriera.
Un altro rapporto che si sviluppa nell'hotel è quello tra Fred e Jimmy Tree, un giovane e famoso attore hollywoodiano che tenta ormai da tempo di ritrovare la sua dimensione artistica in vista di un nuovo importante ruolo, deluso nell'essere ricordato dai fan soprattutto per avere preso parte a una saga di blockbuster di fantascienza piuttosto che per altri film più impegnati girati con importanti registi. Nel frattempo Mick è entusiasta della sceneggiatura della sua nuova pellicola, L'ultimo giorno della vita, di cui ancora sta cercando il finale adatto e che definisce il suo "testamento artistico", scritto a più mani dallo stesso Mick e da un gruppo di giovani sceneggiatori. Come protagonista il vecchio è deciso a scritturare la diva Brenda Morel, che lui ha reso famosa e con cui in passato ha lavorato in diversi film, stringendo con lei un forte legame.
Fred incontra nuovamente l'emissario della regina d'Inghilterra e, irritato dall'insistenza di quest'ultimo, finalmente spiega il motivo del suo rifiuto: le "Canzoni Semplici" erano state scritte per sua moglie, e lui non vuole che vengano cantate da nessun'altra persona. Lena, ascoltando il discorso, capisce finalmente l'amore che il padre provava per la moglie, vedendo finalmente in lui quei sentimenti che pensava non fosse in grado di provare.
Durante il soggiorno all'hotel Lena si invaghisce di un intraprendente scalatore, che è metaforicamente in grado di lasciarla in sospeso in questo punto particolare della sua vita (è stata da poco abbandonata dal marito Julian, figlio di Mick, fuggito con la prorompente popstar Paloma Faith).
I due amici intanto si troveranno ad affrontare il loro futuro, la loro vita che continua a svolgersi in due modi diversi: Fred con rimpianto e apatia e Mick con gioia di fare e di vivere. Presto all'hotel giunge Brenda, la quale comunica a Mick in uno straziante dialogo che non ha intenzione di prestarsi a girare la sua ultima pellicola, preferendo un ruolo profumatamente pagato in una serie televisiva. Gli rinfaccia di essere ormai invecchiato e di avere perso lo scopo della sua arte; Mick le risponde che l'ingratitudine nei suoi confronti non può che lasciarlo attonito, essendo stato lui a farla entrare nel mondo del cinema e a renderla famosa. Brenda accetta la sua condizione di persona orribile, ma se ne va in modo freddo e tuttavia comprensivo con una frase di grande realismo: «Questa stronzata del cinema finisce, la vita va avanti!».
Poco tempo dopo i due amici dialogano nuovamente come ogni giorno. L'apatia di Fred prevale, mentre la gioia che si sta spegnendo in Mick rimane sospesa. Dopo avere dato un messaggio preciso all'amico (deve vivere e non sopravvivere), Mick esce sul balcone della stanza e si getta di sotto suicidandosi. Dopo questo fatale gesto dell'amico, Fred rimane nella sua espressione di apatia ma allo stesso tempo affronta una profonda redenzione interna. Per prima cosa si reca a Venezia a portare un fiore sulla tomba di Stravinsky e poi va a trovare la moglie ricoverata in una clinica perché demente. Dopodiché l'uomo accetta di recarsi a Londra alla presenza della regina per eseguire nuovamente le sue melodie, facendole cantare al soprano Sumi Jo.
Un chiaro segno del fatto che lui ha superato il suo blocco vitale. Ora lo aspetta di nuovo ciò che aveva perduto, e che Mick cercava continuamente di ritrovare: la giovinezza. Qualcosa di simbolico quanto reale.

## Produzione

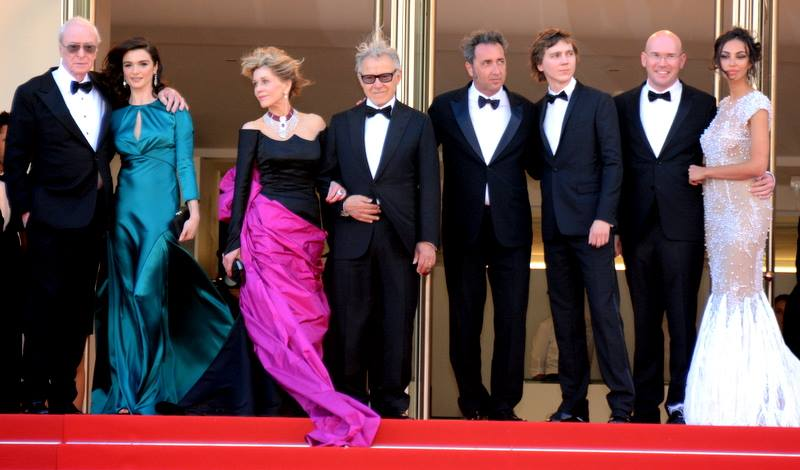
La compagnia artistica di Youth al festival di Cannes 2015; da sinistra a destra: Michael Caine, Rachel Weisz, Jane Fonda, Harvey Keitel, Paolo Sorrentino, Paul Dano, Alex MacQueen, Madalina Diana Ghenea

Il film è prodotto da Nicola Giuliano, Francesca Cima e Carlotta Calori e co-prodotto da Indigo Film, Pathé, Bis Films, RSI, C-Film, Number 9 Films e Medusa Film.
Le riprese sono avvenute nel 2014 principalmente a Flims e Davos in Svizzera, con alcune scene girate in Italia (a Roma e a Venezia) e Regno Unito (a Londra). Lo Schatzalp Hotel di Davos è lo stesso citato da Thomas Mann nell'opera La montagna incantata.
L'attore Michael Caine è stato preparato per le scene musicali e di direzione orchestrale dal compositore e direttore d'orchestra italiano Dimitri Scarlato, che lo ha seguito anche sul set durante le riprese.

## Distribuzione
A dicembre, mentre era in corso il montaggio, il teaser è stato mostrato in anteprima alle Giornate Professionali di Cinema di Sorrento.

## Accoglienza
Con un budget di 12,3 milioni di dollari, il film è stato un discreto successo al botteghino incassando globalmente 23194784 $, di cui 5995008 $ in Italia.
Alla sua uscita nelle sale americane Youth ha ricevuto un’accoglienza positiva da parte della critica. Ad eccezione del critico Jonathan Romney, il film ha ricevuto giudizi negativi dalla stampa francese.

## Riconoscimenti
- 2016 – Premio Oscar
  - Candidatura a Migliore canzone (Simple Song nº3) a David Lang
- 2016 – Golden Globe
  - Candidatura a Migliore attrice non protagonista a Jane Fonda
  - Candidatura a Migliore canzone originale (Simple Song nº3) a David Lang
- 2015 – Karlovy Vary Internetional Film Festival
  - Audience Awards a Paolo Sorrentino
- 2015 – European Film Awards
  - Miglior film a Paolo Sorrentino
  - Miglior regista a Paolo Sorrentino
  - Miglior attore a Michael Caine
  - Candidatura a Miglior attrice a Rachel Weisz
  - Candidatura a Migliore sceneggiatura a Paolo Sorrentino
- 2016 – David di Donatello
  - Miglior colonna sonora a David Lang
  - Migliore canzone originale (Simple Song nº3) a David Lang, interpretata da Sumi Jo
  - Candidatura a Miglior film
  - Candidatura a Miglior regista a Paolo Sorrentino
  - Candidatura a Migliore sceneggiatura a Paolo Sorrentino
  - Candidatura a Miglior produttore a Indigo Film
  - Candidatura a Migliore fotografia a Luca Bigazzi
  - Candidatura a Migliore scenografia a Ludovica Ferrario
  - Candidatura a Migliori costumi a Carlo Poggioli
  - Candidatura a Miglior trucco a Maurizio Silvi
  - Candidatura a Migliori acconciature a Aldo Signoretti
  - Candidatura a Miglior montaggio a Cristiano Travaglioli
  - Candidatura a Miglior sonoro a Emanuele Cecere
  - Candidatura a Migliori effetti speciali a Peerless
- 2015 – Nastri d'argento
  - Regista del miglior film a Paolo Sorrentino
  - Migliore fotografia a Luca Bigazzi
  - Migliore montaggio a Cristiano Travaglioli
  - Candidatura a Migliore sceneggiatura a Paolo Sorrentino
  - Candidatura a Migliore produttore a Nicola Giuliano, Francesca Cima, Carlotta Calori (Indigo Film)
  - Candidatura a Migliore scenografia a Ludovica Ferrario
  - Candidatura a Migliori costumi a Carlo Poggioli
- 2016 - Ciak d'oro
  - Migliore fotografia a Luca Bigazzi[12]
- 2015 – Globo d'oro
  - Migliore fotografia a Luca Bigazzi
  - Candidatura a Migliore sceneggiatura a Paolo Sorrentino
- 2015 – Festival di Cannes
  - Candidatura a Palma d'oro a Paolo Sorrentino
- 2015 – Toronto International Film Festival
  - Candidatura al People's Choice Awards
- 2015 – Hollywood Film Award[13]
  - Migliore attrice non protagonista a Jane Fonda
- 2016 – Premio César
  - Candidatura a Miglior film straniero a Paolo Sorrentino
- 2015 – Capri, Hollywood International Film Festival
  - Capri Humanitarian Award al miglior film Europeo
- 2016 – Satellite Award
  - Candidatura a Miglior attrice non protagonista a Jane Fonda